# Crognaleto
Crognaleto – miejscowość i gmina we Włoszech, w regionie Abruzja, w prowincji Teramo.
Według danych na rok 2004 gminę zamieszkiwało 1548 osób, 12,6 os./km².